# Signori, seduti
Signori, seduti (Gentlemen, Be Seated!) è un racconto di fantascienza del 1948 dello scrittore statunitense Robert A. Heinlein.
Fa parte del ciclo della Storia futura.
Potrebbe essere stato ispirato da un episodio de Le avventure del barone di Münchhausen.

## Storia editoriale
Scritto nel 1947 fu pubblicato per la prima volta nel numero del maggio 1948 della rivista Argosy.
Ne esistono diverse traduzioni in italiano: quella di Ugo Malaguti intitolata Un altro viaggio a Luna City è stata pubblicata nel 1972 dalla Libra Editrice nel n. 20 della collana Nova SF*.
Quella di Paolo Busnelli che si intitola Signori, accomodatevi è stata pubblicata dalla Armenia Editore nel 1978 nella raccolta Le verdi colline della Terra. 10 racconti (The Green Hills of Earth, 1951) e poi di nuovo nel 1980.
La traduzione di Giuseppe Lippi, intitolata Signori, seduti, è stata pubblicata dalla Mondadori nel 1987 e nel 1998, nell'antologia La storia futura, basata sui testi che Heinlein ha sistemato in occasione dell'uscita della raccolta in volume The Past Through Tomorrow del 1967, apportando molte lievi modifiche alle opere del ciclo della Storia futura per aggiornarle e migliorarne la coerenza interna.

## Trama
La storia racconta di una visita a una galleria sulla Luna che rischia di trasformarsi in tragedia quando un incidente compromette la tenuta a pressione, intrappolando tre uomini: un contabile, un giornalista e un lavoratore del tunnel.
Il titolo della storia deriva dal modo in cui essi bloccano la perdita d'aria in attesa dei soccorsi: ci si siedono sopra.

## Influenza culturale
La frase "Gentlemen, Be Seated!" è la battuta iniziale dell'interlocutor nei tradizionali minstrel show. 
È stata anche, quando la storia è stata scritta e mentre Heinlein le frequentava, la battuta iniziale di tutte le lezioni alle accademie militari e navali (così come ai corsi per ufficiali presso le varie scuole di servizio) negli Stati Uniti.